# Cheilosia umbrisquama
Cheilosia umbrisquama är en tvåvingeart som först beskrevs av Becker 1894.  Cheilosia umbrisquama ingår i släktet örtblomflugor, och familjen blomflugor.
Artens utbredningsområde är Grekland. Inga underarter finns listade i Catalogue of Life.